# پاداو کما
پاداو کما (به لاتین: Padavkema) یک منطقهٔ مسکونی در سری‌لانکا است که در استان جنوبی (سری‌لانکا) واقع شده‌است.